# 広汽トヨタ自動車
広汽トヨタ自動車有限会社（こうきトヨタじどうしゃ、英語: GAC Toyota Motor Co., Ltd、中国語: 广汽丰田汽车有限公司）は、中華人民共和国広州市にある広州汽車集団とトヨタ自動車の合弁会社である。略称GTMC、GAC Toyota。

## 概要
広汽トヨタ自動車は、天津一汽トヨタ自動車や、四川一汽トヨタ自動車のプロジェクトに続き、1年遅れて中華人民共和国政府の許可が下り、2004年9月1日に広州汽車集団とトヨタ自動車により、広州市南沙経済開発区で、広州トヨタ自動車として設立された。設立セレモニーには豊田章一郎トヨタ自動車取締役名誉会長、豊田章男トヨタ自動車専務取締役、白水宏典トヨタ自動車取締役副社長らが出席した。その後、2006年からトヨタ・カムリの、2008年からはトヨタ・ヤリスの生産が開始された。2009年には広汽トヨタ自動車と改称された。

## 生産・販売車種
現行車種
- トヨタ・ハイランダー（クルーガー）[5]
- トヨタ・ヴェンザ（トヨタ・ハリアー）[5]
- トヨタ・ワイルドランダー（RAV4）[5]
  - トヨタ・ワイルドランダーハイブリッド[5]
- トヨタ・C-HR[5]
  - トヨタ・C-HR EV[5]
- トヨタ・フロントランダー（トヨタ・カローラクロス）[5]
- トヨタ・カムリ[5]
  - トヨタ・カムリハイブリッド[5]
- トヨタ・凌尚[5]（トヨタ・カローラ）
  - トヨタ・カローラレビン[5]
- トヨタ・レビンハイブリッド[5]
- トヨタ・レビンEV[5]
- トヨタ・ヤリスL[5]（X、ハッチバック、セダン）
- トヨタ・iA5[5]
- トヨタ・シエナ[5]
- トヨタ・アルファード ハイブリッド[5]